# West Khasi Hills (huyện)
Huyện West Khasi Hills là một huyện thuộc bang Meghalaya, Ấn Độ. Thủ phủ huyện West Khasi Hills đóng ở Nongstoin. Huyện West Khasi Hills có diện tích 5247 km², dân số năm 2001 là 294.115 người.